# Sun Chlorella Classic
De Sun Chlorella Classic is een golftoernooi van de Japan Golf Tour.

## Edities
2001De eerste editie was in 2001 en werd op de Sapporo Kokusai Country Club gespeeld. Hiroyuki Fujita won de play-off van Katsuyoshi Tomori.
2002De tweede editie eindigde in een play-off tussen drie spelers: Brendan Jones, Naomichi Joe Ozaki en Christian Pena, die uiteindelijk won.
2003De derde editie eindigde weer in een play-off tussen drie spelers: Daisuke Maruyama, Taichi Teshima en Brendan Jones, die ditmaal won.
2004In 2004 verhuisde het toernooi naar de Otura Country Club, een vrij vlakke baan omringd door bergen. Het prijzengeld steeg van ¥ 130.000.000  naar ¥ 150.000.000 en is sindsdien niet veranderd. Dat jaar won de Koreaan Y.E. Yang.
2007In 2007 won Jun Kikuchi na elf jaar zijn eerste toernooi op de Japanse Tour. Hij versloeg Toru Suzuki, die de laatste ronde als leider was begonnen.
2008In 2008 won de 28-jarige Takuya Taniguchi, het was zijn tweede overwinning van het seizoen.
2009In 2009 won de 17-jarige Ryo Ishikawa, een snel rijzende ster in de golfwereld. Ishikawa was de ronde begonnen met drie slagen voorsprong op Jones, maar de spelers stonden na 17 holes gelijk. Hun beider afslag kwam in de fairway bunker, maar Ishikawa moest eerst spelen. Later zei Jones dat hij daar een van de beste slagen zag die hij zich kon herinneren. Met een ijzer-4 was Ishikawa op de green gekomen op nog geen 2,5 meter van de pin. Jones kwam ook op de green, maar verder van de pin, en miste de putt. Ishikawa maakte zijn putt en behaalde zijn vierde overwinning op de Japanse Tour.
2010In 2010 won Tadahiro Takayama, nadat hij na holes 11 een slag achter stond op Dinesh Chand.
2011In 2011 won Yuta Ikeda, het was zijn negende zege in twee jaren op de Japanse Tour.
2012In 2012 won Brendan Jones weer, nu met twee slagen voorsprong op Hideki Matsuyama en Yoshinobu Tsukada. Daarna stond hij weer aan de leiding van de Order of Merit van de Japanse Tour.

## Winnaars
| - 2001: Hiroyuki Fujita (-5) po - 2002: Christian Pena (-19) po - 2003: Brendan Jones (-8) po - 2004: Y.E. Yang (-13) | - 2005: Keiichiro Fukabori (-15) - 2006: Hideto Tanihara (-5) - 2007: Jun Kikuchi -5) po - 2008: Takuya Taniguchi (-4) | - 2009: Ryo Ishikawa (-17) - 2010: Tadahiro Takayama - 2011: Yuta Ikeda - 2012: Brendan Jones |  |